# Desa Buniwangi (administrativ by i Indonesien, lat -6,72, long 108,31)
Desa Buniwangi är en administrativ by i Indonesien.   Den ligger i provinsen Jawa Barat, i den västra delen av landet, 170 km öster om huvudstaden Jakarta.